# Neidenfjord
Der Neidenfjord (norwegisch: Neidenfjorden; nordsamisch: Njávdámvuonna; kvenisch und finnisch: Näätämönvuono), westlich von Kirkenes, ist die südliche und durch das nur spärlich besiedelte Festland verlaufende Verlängerung des Kjøfjords, eines südlichen Seitenarms des Varangerfjords, in der Gemeinde Sør-Varanger im norwegischen Fylke (Provinz) Finnmark.

## Geografie
Der etwa 2 km breite Fjord beginnt am Südende der Insel Skogerøya zwischen Braselvneset im Westen und der kleinen Insel Buholmen im Osten und erstreckt sich 6,5 km nach Südsüdwesten bis zur Mündung des Flusses Neidenelva (finnisch Näätämöjoki), der an der Westseite des Fjords bei Mikkelsnes einmündet. Dort beginnt als südliche Verlängerung des Neidenfjords der Munkefjord.
Auf beiden Seiten des Fjords befinden sich einige Bauernhöfe, vor allem auf der Ostseite, wo unter anderem der kleine Weiler Stonga liegt. Die Europastraße 6 (E6) verläuft entlang der Ostseite des Fjords.

## Geschichte
Im Zweiten Weltkrieg betrieb die Kriegsmarine im Neidenfjord eine Versorgungsbasis für U-Boote und von Juni 1941 bis April 1943 mit wechselnden Lazarettschiffen wie der Meteor, der Berlin und der Stuttgart eine schwimmende Lazarettbasis, das „Sanitätszentrum Neidenfjord“, zur Versorgung von Verwundeten an der Murmansk-Front zwischen Kirkenes und Murmansk.